# Monilinia laxa
Espèce
Monilinia laxa est une espèce de champignons ascomycètes de la famille des Sclerotiniaceae. Le stade anamorphe de cette espèce est Monilia laxa.
Ce champignon est responsable d'une maladie cryptogamique, une forme de moniliose, la moniliose des arbres fruitiers.

## Synonymes
Selon Catalogue of Life (21 septembre 2014) :	
- Acrosporium laxum (Ehrenb.) Pers. 1822,
- Monilia cinerea Bonord. 1851,
- Monilia laxa (Ehrenb.) Sacc. & Voglino 1886,
- Oidium laxum Ehrenb. 1818,
- Oospora laxa (Ehrenb.) Wallr. 1833,
- Sclerotinia cinerea (Bonord.) J. Schröt. 1893,
- Sclerotinia cinerea Wormald 1919,
- Sclerotinia cinerea f. cinerea Wormald 1919,
- Sclerotinia cinerea f. mali Wormald 1919,
- Sclerotinia cinerea f. pruni Wormald 1919,
- Sclerotinia laxa Aderh. & Ruhland 1905 (synonyme)
- Sclerotinia laxa f. laxa Aderh. & Ruhland 1905,
- Stromatinia laxa (Ehrenb.) Naumov 1964.